# Джорді Гоні
Джорді Гоні (фр. Geordy Gony; нар. 15 травня 1994, Нова Каледонія) — французький та новокаледонський футболіст, півзахисник «Єнген Спорту».

## Клубна кар'єра
Футбольну кар'єру розпочав 2015 році в новокаледонському клубі «Отеул». У 2017 році перейшов до «Єнген Спорту».

## Кар'єра в збірній
До складу національної збірної Нової Каледонії викликається з 2017 року.

## Досягнення
- Суперліга Нової Каледонії
  -  Чемпіон (1): 2019

- Ліга чемпіонів ОФК
  -  Чемпіон (1): 2019